# Porte Maillot
Pour les articles homonymes, voir Maillot et Porte de Neuilly (homonymie).
La porte Maillot, située au milieu de l'axe historique de Paris, est l'un des accès de Paris par l'ouest et constitue un échangeur entre le boulevard périphérique, l'Étoile et la Défense, via l'avenue Charles-de-Gaulle à Neuilly-sur-Seine.
Elle est située à la limite des 16e et 17e arrondissements, au croisement de l'avenue de la Grande-Armée avec le boulevard de l'Amiral-Bruix et le boulevard Gouvion-Saint-Cyr.
À l'est de l'emplacement actuel de la porte Maillot, on trouvait la porte de Neuilly, qui était l’une des portes de l’ancienne enceinte de Thiers sur son tracé de 1844. Celle-ci se situait entre les bastions nos 51 et 52, en limite de Paris au niveau du boulevard Pereire et de la station du chemin de fer d'Auteuil. L'appellation « porte de Neuilly » a disparu ici car elle portait à confusion avec la porte de Neuilly, qui marque l'entrée nord-ouest du bois de Boulogne et avec la barrière de Neuilly du mur des Fermiers généraux.
Grand échangeur routier, cette vaste place, avec ses six à huit voies de circulation, englobait jusqu'à récemment le jardin Alexandre-Soljenitsyne (de 1 612 m2, au centre de la place, à cheval sur les 16e et 17e arrondissements). La place est bordée au sud par le square Alexandre-et-René-Parodi (de 23 595 m2, dans le 16e arrondissement, et au nord par l'entrée principale du palais des congrès, dans le 17e arrondissement.
Dans la première moitié des années 2020, un réaménagement de la place a lieu. En particulier, le rond-point central est supprimé pour rétablir l'axe historique, faciliter les circulations douces et agrandir les espaces verts, notamment le square Alexandre-et-René-Parodi au Sud. Cette reconfiguration est menée en lien avec le prolongement de la ligne E du RER et du ligne T3b du tramway.

## Situation et accès

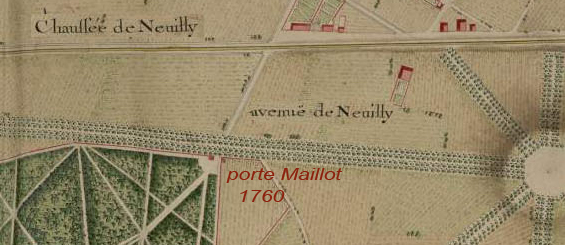
La porte Maillot vers 1760, sur lAtlas de Trudaine.

La porte Maillot est une porte du bois de Boulogne et non une porte de Paris : elle a toujours été parallèle à l'avenue de Neuilly.
La porte Maillot était la principale des huit portes que comptait l'enceinte du bois de Boulogne réalisée sous le règne d'Henri II. Son nom à l'époque était « porte Mahiaulx », puis « Mahiot » en 1668, puis « Mailhau ».
La porte Maillot est accessible par les lignes C et E du RER à la gare de Neuilly - Porte Maillot et par la ligne 1 du métro par la station Porte Maillot.

## Origine du nom
On dit souvent que ce nom viendrait d'un ancien jeu de mail situé au-delà dans le bois de Boulogne.
Une origine bien plus ancienne est beaucoup plus probable. Il s'agirait du souvenir de la révolte dite des Maillotins qui eut lieu en 1382, lors d'un rétablissement de taxes sur les denrées de première nécessité.

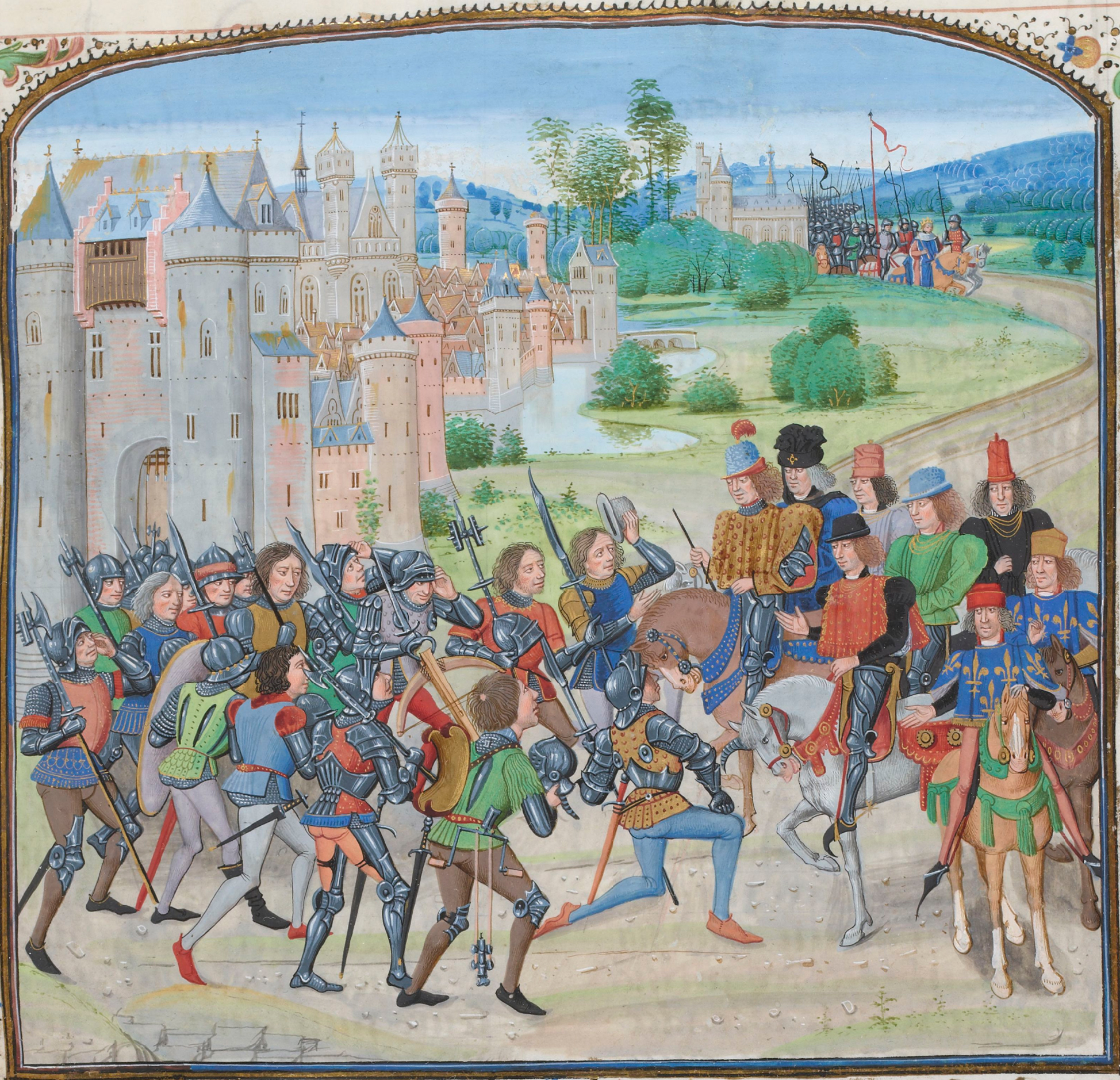
Les Maillotins à la rencontre de Charles VI.

En effet, en 1382, les paysans des Ternes et de Clichy se joignirent aux Parisiens armés de maillets de plomb, et sortirent de Paris au nombre de 30 000 hommes pour accueillir Charles VI au pied de Montmartre. Ils empruntèrent très certainement cette route dite de la Révolte qui débutait à la porte Maillot et se prolongeait en ligne droite jusqu'à l'actuelle porte de Paris à Saint-Denis. Cette route provenait du bois de Boulogne et était nommée officiellement la « route des Princes » jusqu'à la Révolution. Elle prit alors officiellement et jusqu'en 1848, le nom de « route de la Révolte », déjà usité depuis longtemps par les riverains. Cette route change alors de nom pour s’appeler « avenue de la Porte de Maillot » jusqu'en 1926, date à laquelle les différents tronçons seront rebaptisés avec les noms actuels.

## Historique

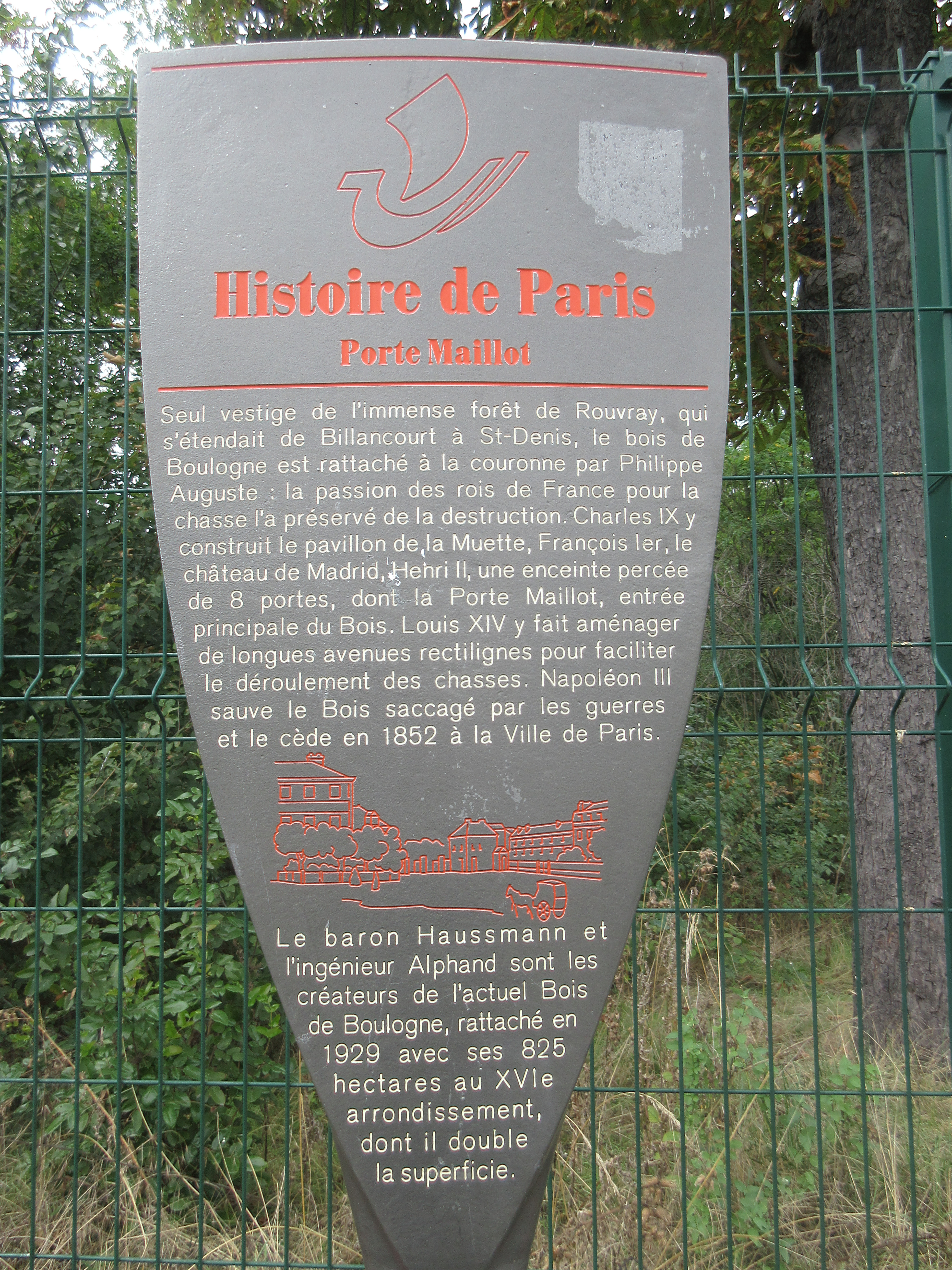
Panneau Histoire de Paris « Porte Maillot ».

C'est un tronçon de la route départementale no 11, dite de la Révolte, créée vers 1750 sur l'emplacement d'un ancien chemin conduisant à Saint-Denis.
En 1763, la porte Maillot est désignée sous le nom de « porte royale du Grand Éperon du Roi », appellation qui référait aux nombreuses réserves de chasses royales situées dans les environs et en particulier à celle de la plaine des Sablons toute proche qui avait la forme d'un éperon.
Jusqu'en 1715, la porte Maillot était placée dans un encadrement de pierres. Il fallut en démolir le fronton pour permettre le passage du char funèbre qui transporta la dépouille mortelle de Louis XIV de Versailles jusqu'à la nécropole royale de la basilique de Saint-Denis.

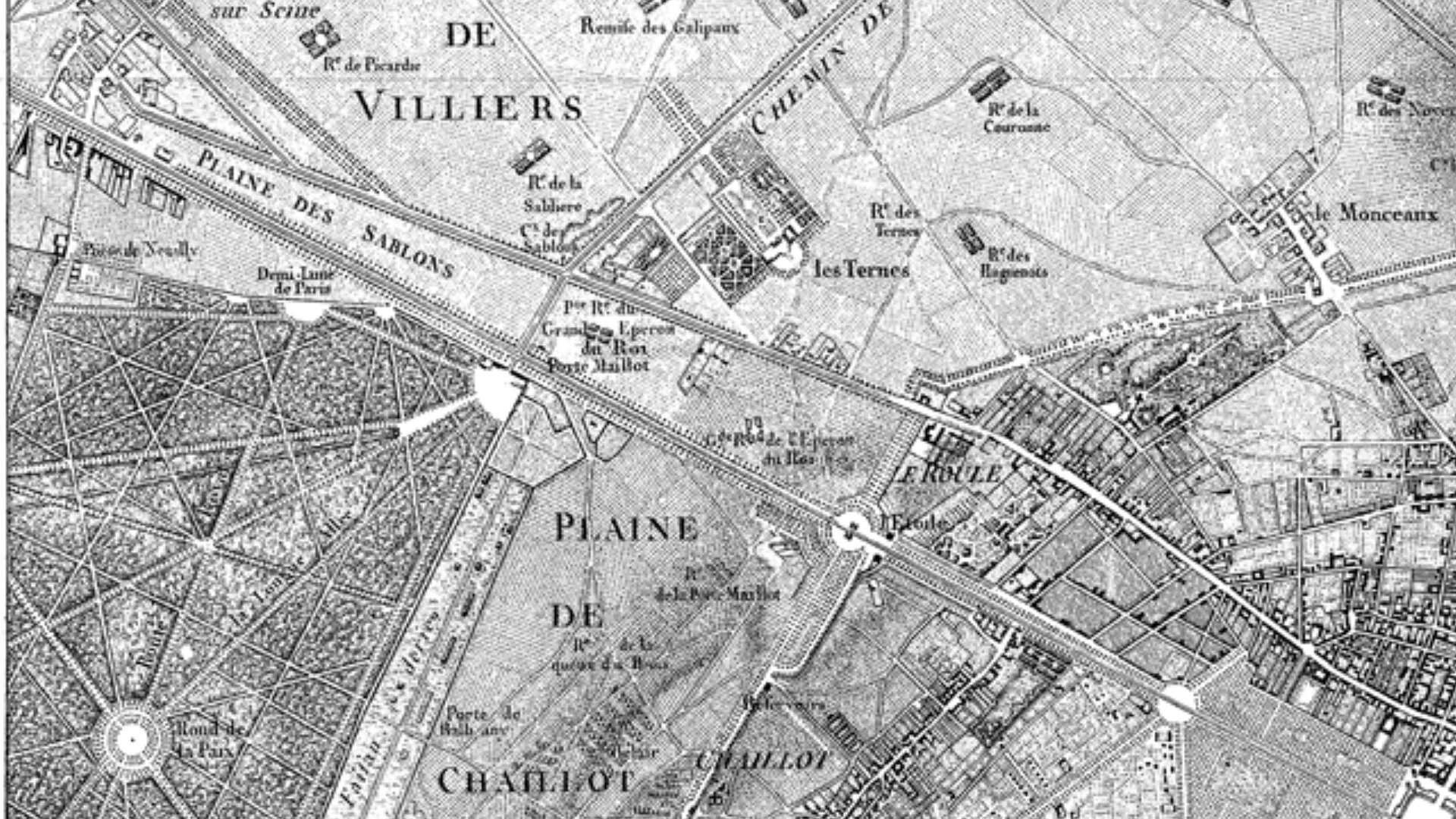
Les chasses royales, plan de 1774.

En 1774, la porte Maillot vit aussi passer le char funèbre de Louis XV.
Soumot la reconstruisit en 1780 et mit en place une belle grille à trois portes dessinée par Coustou, qui y resta en place jusqu'en 1931.
L'enceinte de Thiers est construite entre 1841 et 1844. Une porte, dite porte de Neuilly, est établie sur la route nationale 13 (avenue de Neuilly, alors entièrement sur la commune de Neuilly-sur-Seine). Elle était constituée de deux ensembles : la trouée dans l'enceinte encadrée de deux postes de garde, située à l'intersection entre l'avenue de la Grande-Armée, l'avenue de Malakoff et le boulevard Gouvion-Saint-Cyr, et un poste en avant des fossés sur le rond-point de la Porte-Maillot (actuelle place de la Porte-Maillot) qui pouvait être fermé par une grille et où se trouvait le bureau de l'octroi. La porte de Neuilly se trouvait immédiatement au nord de la porte Maillot.
La porte Maillot qui fut aussi au centre de la saga du rail, dès la première Exposition universelle de 1855 (qui eut lieu entre Étoile et Concorde). Parmi les cinq millions de visiteurs qui s'y pressèrent, du 15 mai au 31 octobre 1855, nombreux furent ceux qui s'y rendirent en chemin de fer jusqu'à la station Neuilly-Maillot, à quelques centaines de mètres de cette Fête des arts et de l'industrie.
La gare de RER Porte Maillot est ornée en 1988 d'une fresque monumentale de Colette Brice, artiste plasticienne établie à Saint-Bauzille-de-Putois. Elle représente, dans une idée de mouvement et d'accélération, la course d'un personnage faisant du roller, dans laquelle s'entremêlent des personnages fantaisistes danseurs et musiciens, dans un décor luxuriant.

### Barricades et combats
Vers 1870, cette porte de Paris était encore pour partie un terrain vague, bordé de friches, de cabanes en ruines, de jardins potagers, de champs.
Durant le rude hiver de 1870-1871, lors de la guerre franco-prussienne et du siège de Paris, les armées allemandes entreprirent le bombardement de la ville à partir du 5 janvier 1871. Cela dura plusieurs heures chaque nuit durant 23 nuits. Environ 12 000 obus tombèrent sur les quartiers de Paris, tuant près de 400 personnes. La porte Maillot fut complètement dévastée et de nombreux immeubles furent détruits par les canons de la IIe armée allemande.

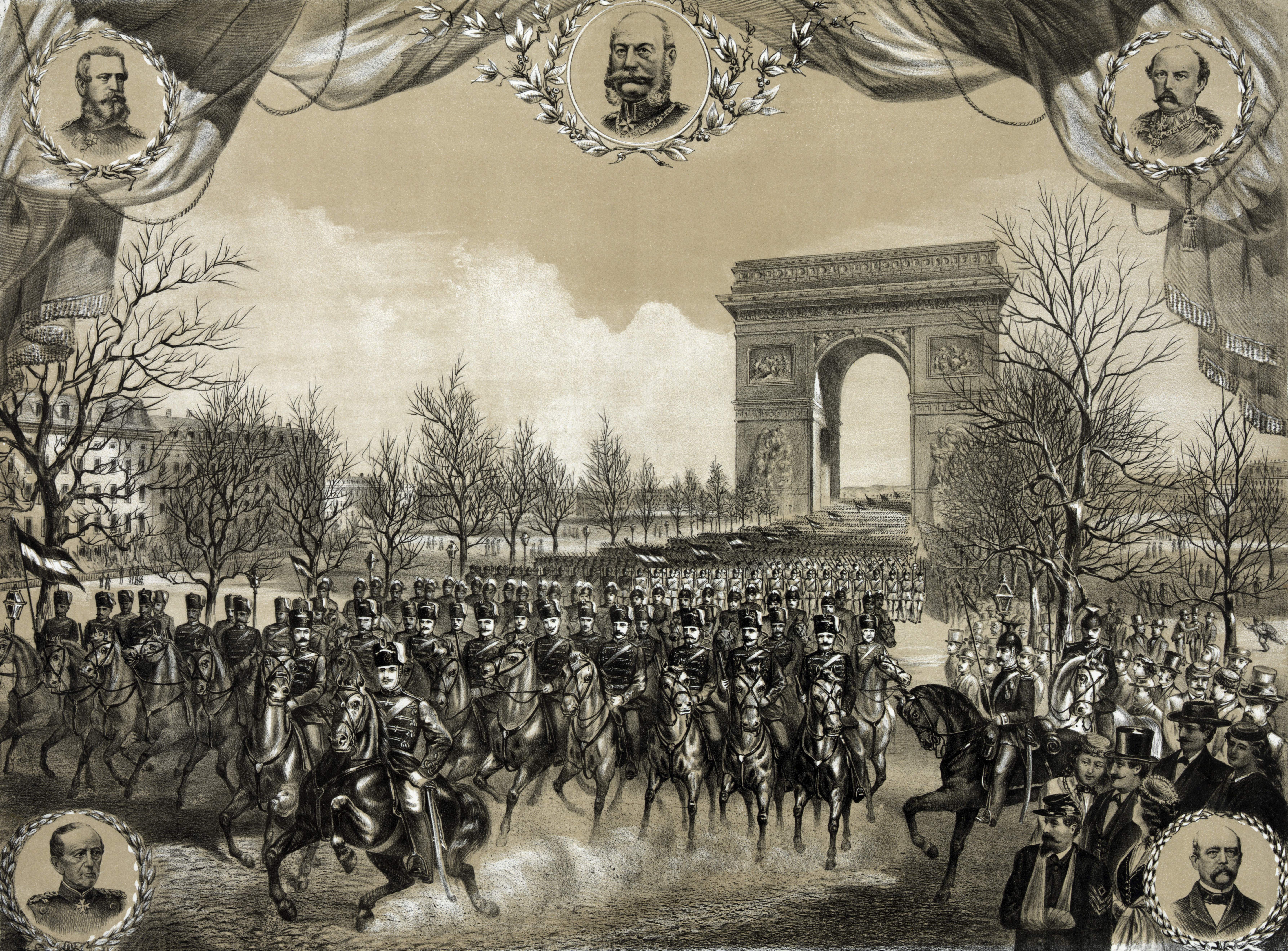
Entrée triomphale des troupes allemandes dans Paris le 1er mars 1871, après la signature de l'armistice de janvier.

Paris capitula le 28 janvier 1871, mettant ainsi fin à la guerre. Bismarck obtiendra de Thiers une occupation symbolique des Champs-Élysées et des Ternes. Le 1er mars 1871, les troupes prussiennes (30 000 hommes) entrèrent dans Paris par la porte Maillot et l'avenue de la Grande-Armée. Elles se retirèrent le 3 mars 1871. La journée du 18 mars 1871 entraîne l'instauration de la Commune de Paris et le second siège mené par les armées régulières (les Versaillais) contre les insurgés.

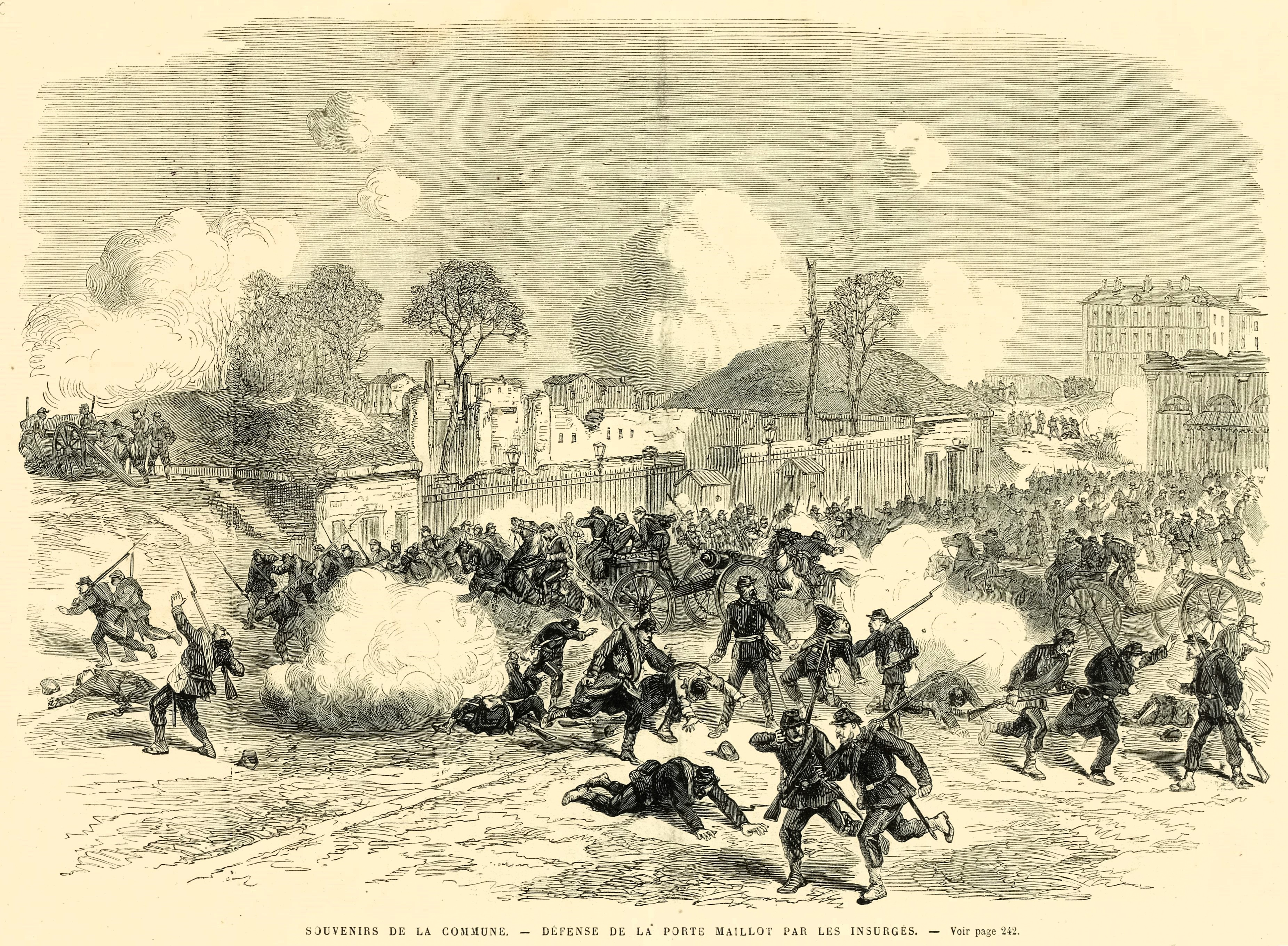
Défense de la porte Maillot par les Fédérés de la Commune de Paris.

Une des dix-huit barricades fortifiées avec canons de la Commune fut établie à la porte Maillot au printemps 1871. Même des communardes, pionnières du féminisme, participèrent aux combats à Neuilly,.
Sous le feu du mont Valérien, le bastion no 51 des fortifications de Thiers, la porte Maillot et les communards reçurent 78 000 obus en 48 jours. Pour investir Paris, il fallait que les Versaillais s'assurent de la gare Saint-Lazare, par laquelle passaient les communications Paris-Versailles. Le 21 mai, ils entraient dans Paris, occupant les Ternes en ruines, l'avenue de Wagram et le boulevard de Courcelles. Après la prise de Montmartre, la Commune fut réprimée dans un bain de sang par les troupes du gouvernement d’Adolphe Thiers au cours de la Semaine sanglante.

Pendant la Commune de Paris
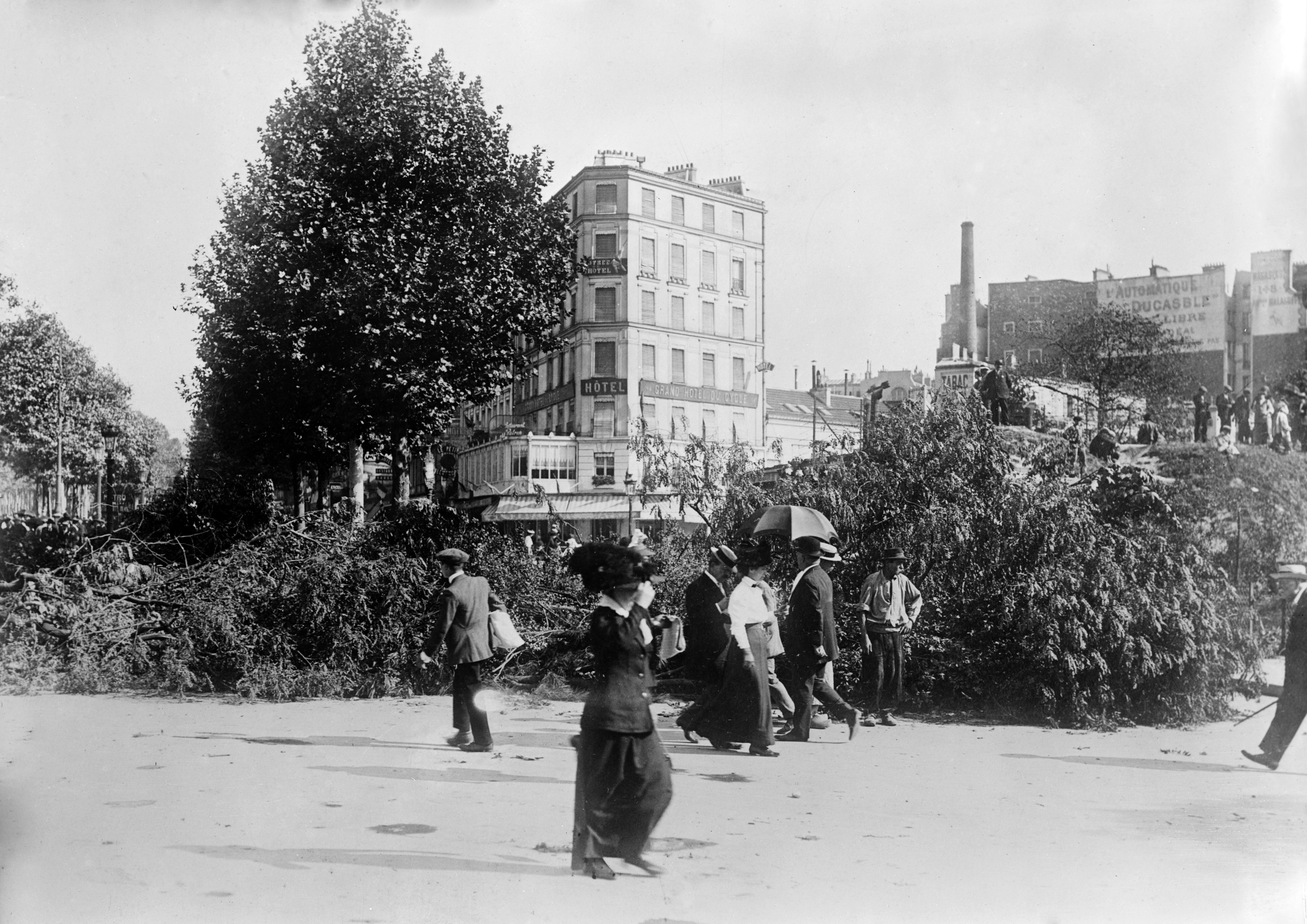
Barricades à la porte Maillot en 1871.
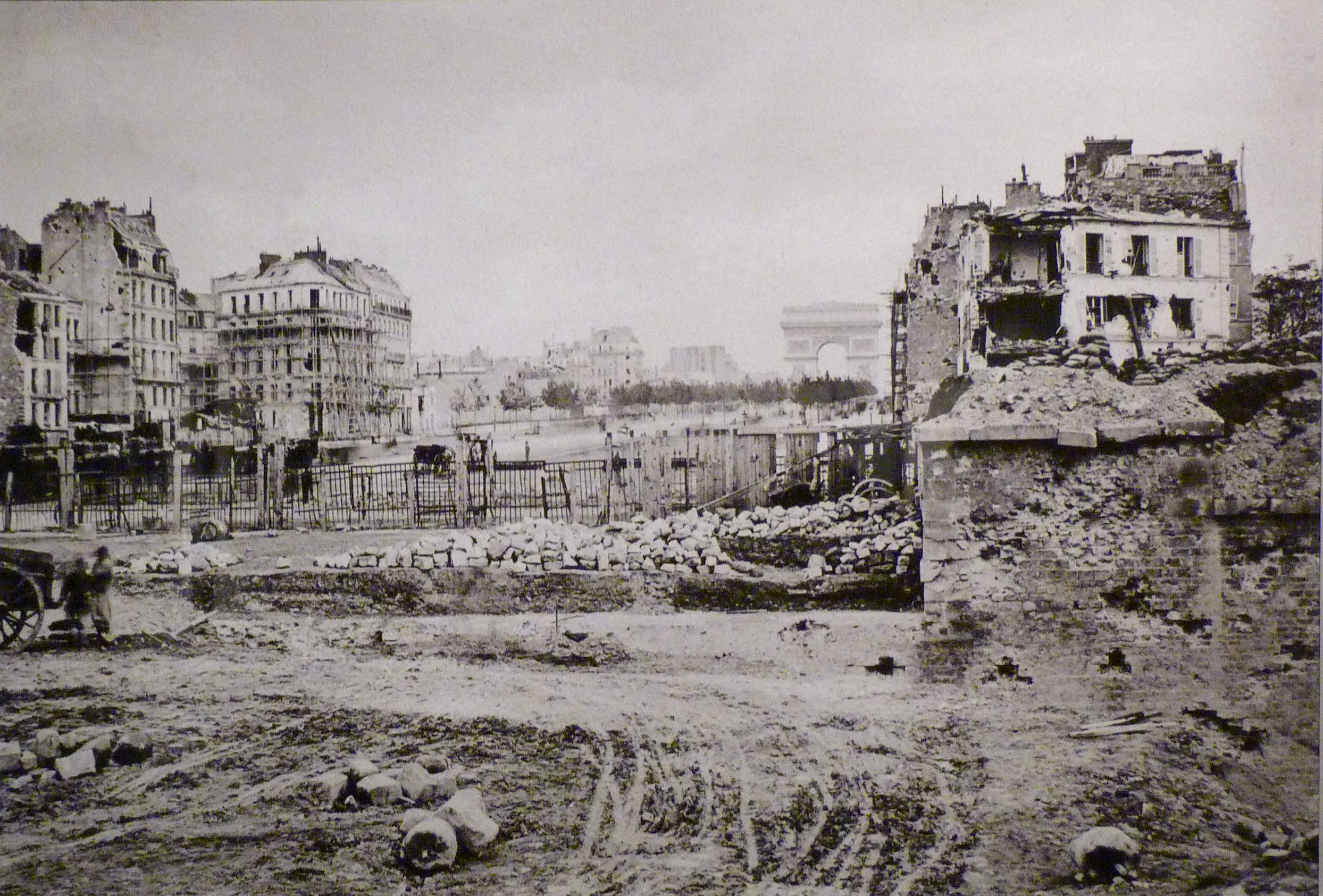
Porte Maillot, vers l'avenue de la Grande-Armée en 1871.

Le 6 août 1918, durant la première Guerre mondiale, un obus lancé par la Grosse Bertha explose sur les fortifications de la porte Maillot.

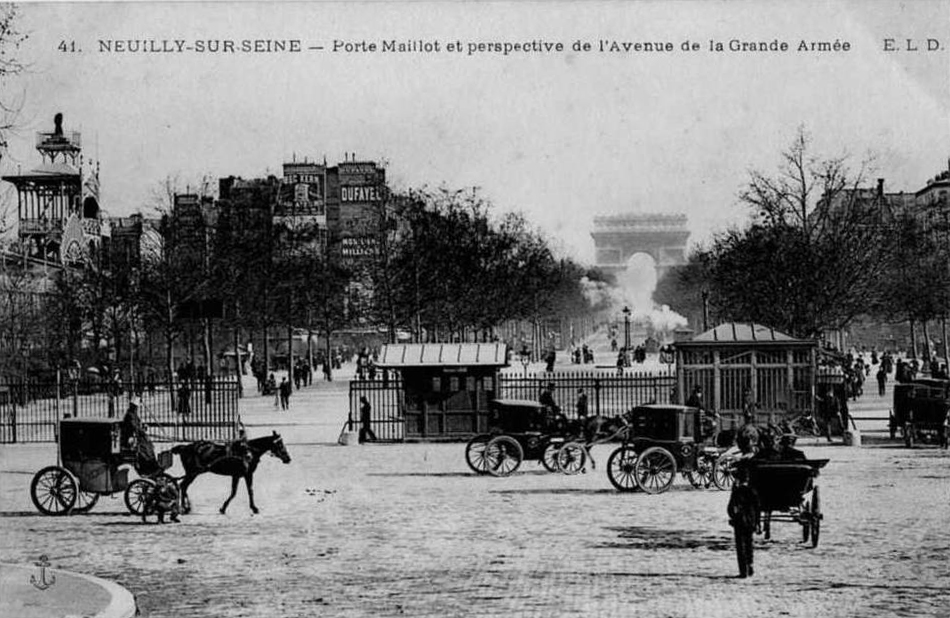
La porte de Neuilly vers 1900.
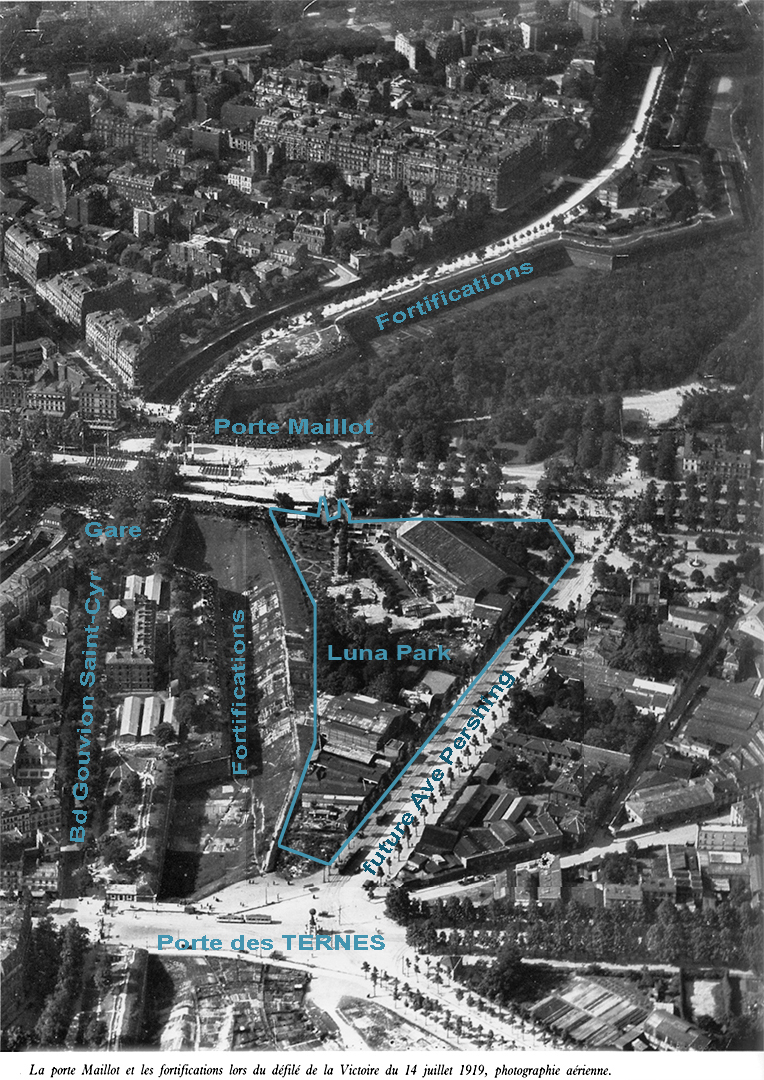
La porte Maillot en 1919.

En août 1944, parmi les 600 barricades érigées pour la libération de Paris, il y en eut également aux environs de la porte Maillot et autour de l'avenue Kléber, où se trouvait l'hôtel Majestic (siège du haut commandement militaire allemand en France (MBF, Militärbefehlshaber in Frankreich).

## Aménagement et réaménagements de la porte Maillot

### Aérodrome
Dans les années 1890, juste après l’enceinte militaire, devant la façade actuelle du palais des congrès, l'aérodrome de la porte Maillot est établi à l’angle de la route de la Révolte et de l'avenue de la Grande-Armée.
Cet aérodrome comprenait un ballon captif, dont l'un fut l'aérostat Méditerranée, construit par le comte Henry de La Vaulx,.
Cet aérostat eut un accident spectaculaire un dimanche de juillet 1904, avec neuf passagers à bord. Le câble ayant rompu sous la force du vent soufflant en tempête, ils sont montés à 4 000 mètres d’altitude, avant de redescendre bien vite, près de l'usine à gaz de la rue Pasteur à Clichy, sains et saufs.
Le Paris assiégé de 1870 les employait pour garder le contact avec la province. Ainsi, Gambetta s’envola pour rejoindre la Délégation du gouvernement provisoire réfugiée à Tours. Un monument en bronze fut élevé à la gloire de ces aérostiers à la porte des Ternes, sculpté par Auguste Bartholdi en 1906.
À l'emplacement du ballon captif a ensuite été créé un jeu de course, puis plus tard le fameux Luna Park de la porte Maillot.

### Début duXXesiècle

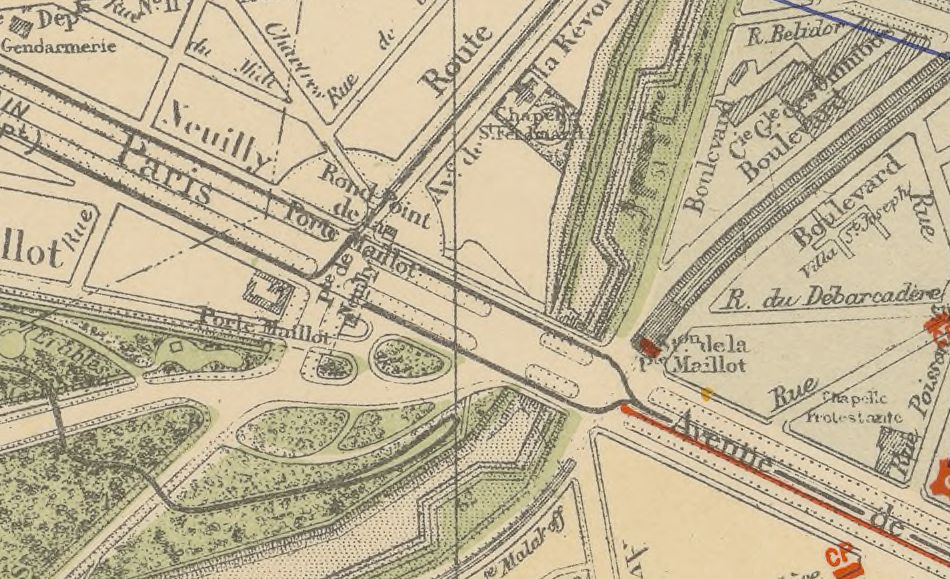
La porte Maillot, la porte de Neuilly et le rond-point de la porte Maillot en 1900.

L’Exposition universelle de 1900 avait fait aménager, entre l’avenue de la Grande-Armée et les anciennes fortifications, à l’emplacement de l’actuel palais des congrès, le Columbia, un théâtre géant de 6 000 places. Le Luna Park, parc d’attraction, lui succéda vers 1903 jusque vers les années 1950. Après la guerre de 1914-1918, le rond-point de la porte Maillot devient une véritable place et prend le nom de « place de Verdun ».

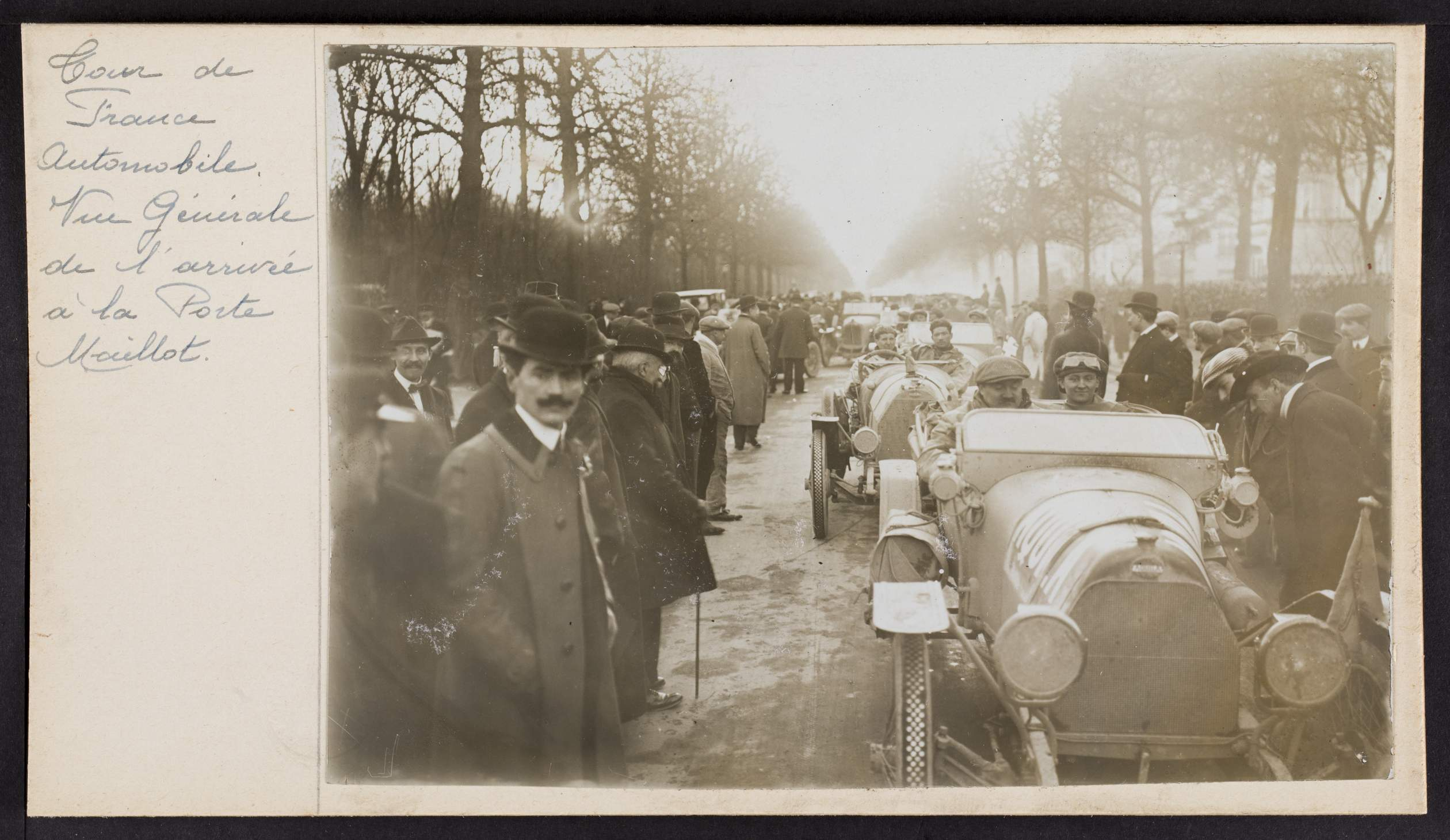
Tour de France automobile. Vue générale de l'arrivée à la porte Maillot (Université de Caen).

### Projets des années 1930
En 1931, après la démolition des fortifications, un concours d’urbanisme privé fut alors lancé auprès de douze architectes, par Léonard et Pierre Rosenthal, pour réaménager l’axe prolongeant les Champs-Élysées de l’Étoile à la Défense en passant par la porte Maillot. Les projets les plus étranges et les plus avant-gardistes sont présentés par des architectes venus du monde entier, notamment André Granet, Alphonse Defrasse, Le Corbusier et Robert Mallet-Stevens. Parmi ces projets, celui de l'architecte Henri Sauvage, en 1931, prévoyait de rebaptiser la place « de la Victoire », comportant deux « pylônes » d'habitations à gradins dominant la place, délimitée par des immeubles conventionnels, et conçues suivant les règles de composition en vogue durant cette période, voyant le triomphe de l'Art déco (comme on peut le voir notamment à la porte de Saint-Cloud). Son projet prévoyait également l'installation en son centre d'un Monument au maréchal Foch, l'un des vainqueurs de la Grande Guerre, finalement érigé place du Trocadéro-et-du-11-Novembre.
Un autre projet des deux architectes Émile-Louis Viret et Gabriel Marmorat, datant de 1937, avait pour but de donner à la place un caractère monumental, car située dans l'alignement de la « grande perspective » du Louvre à l'Arc de triomphe. La porte Maillot avait par ailleurs une symbolique militaire particulière, car depuis la fin de la Première Guerre mondiale, c'est là que patientaient les troupes afin de commémorer le défilé de la victoire. Marqué par l'influence d'Auguste Perret, cet aménagement prévoyait deux tours géantes encadrant ladite perspective, surplombant deux niveaux de circulation automobile, de part et d'autre de jardins à l'anglaise menant à l'entrée du bois de Boulogne. L'entrée en guerre de la France contre l'Allemagne nazie, deux années plus tard, empêcha la concrétisation de ce projet relevant de l'utopie triomphaliste,.
Ce terrain resta en friche pendant toute la durée de la guerre (1939-1945) et servait à l’installation de parcs d’attraction estivaux temporaires et, après la guerre, la porte Maillot demeura pour plusieurs années un vaste territoire investi par les « zonards », ces habitants pauvres de l'ancienne « zone militaire fortifiée », devenue la zone non édifiée séparant les vestiges de l'ancienne enceinte de Paris des villes de proche banlieue. Dans les années 1950, le terrain fut occupé par plusieurs bâtiments provisoires pour l'hébergement de différents ministères.

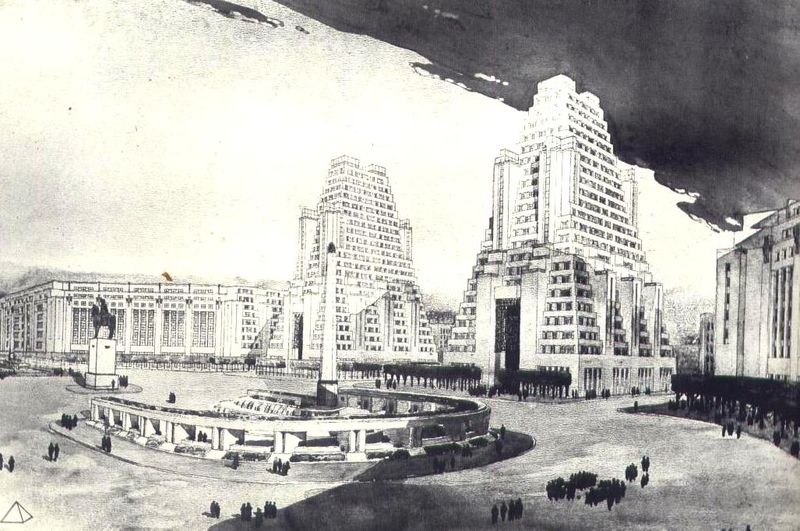
Le projet d'Henri Sauvage en 1931.
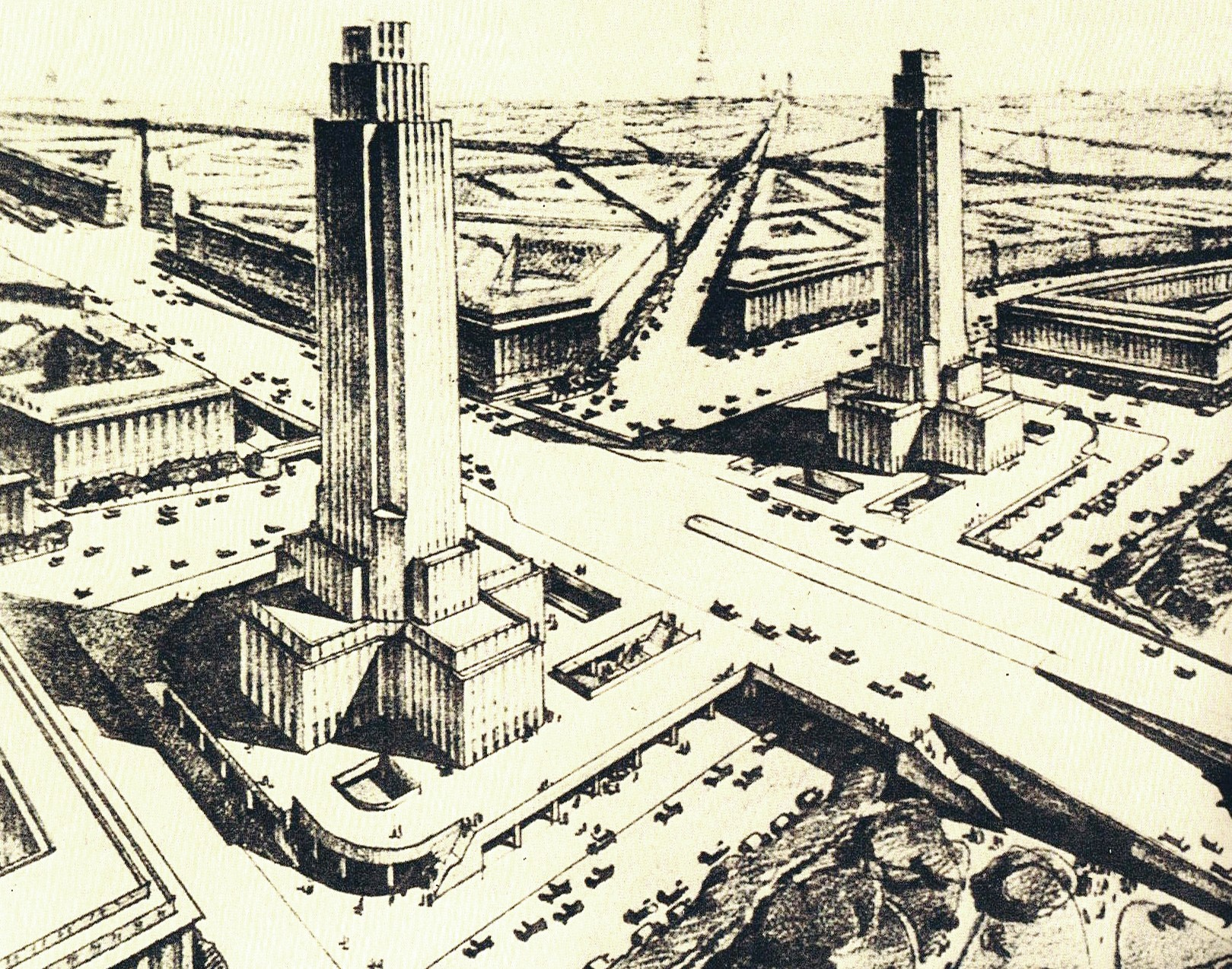
Le projet de Viret et Marmorat en 1937.

### Aménagement des années 1970

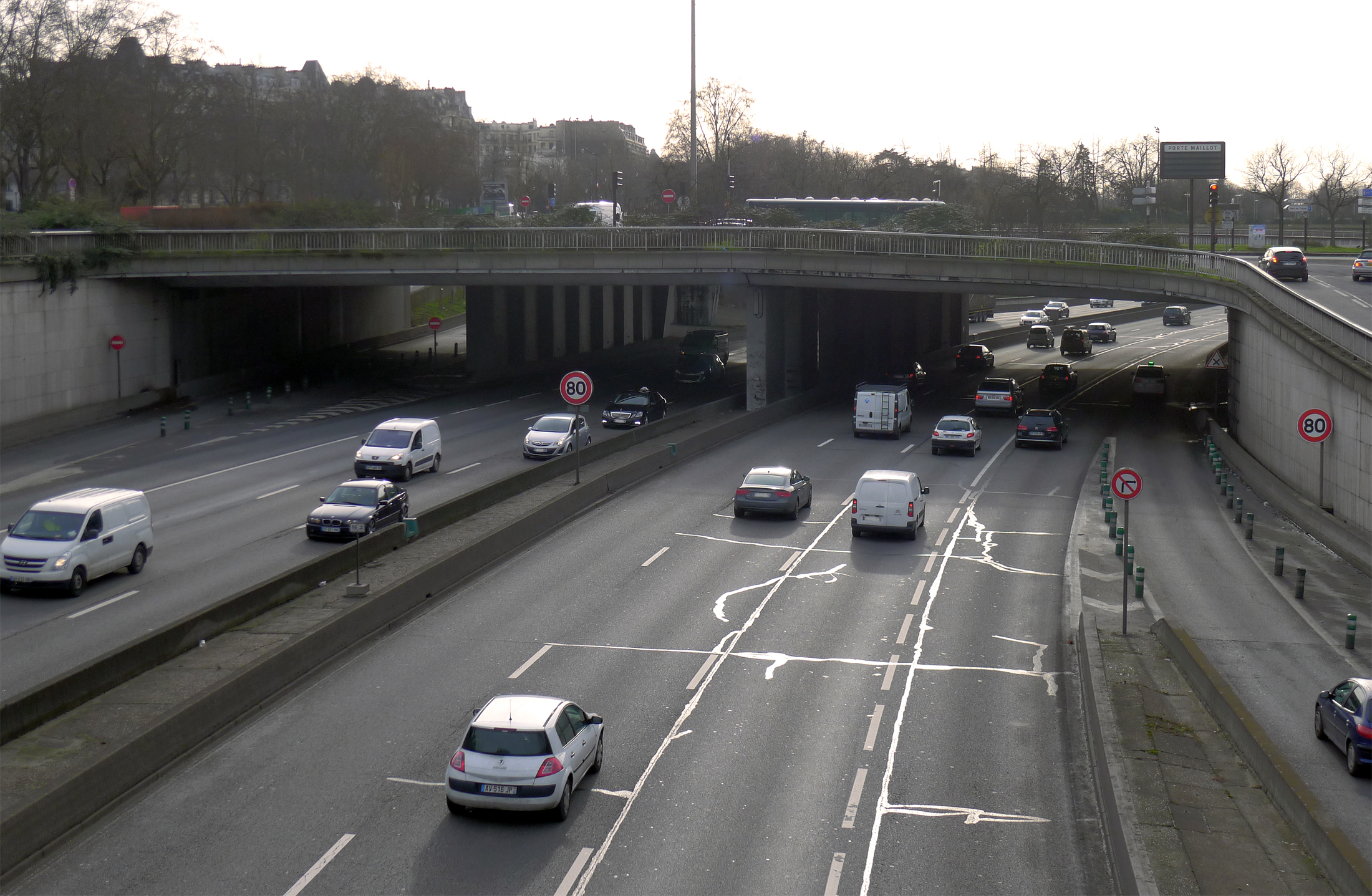
La porte Maillot vue du périphérique.

L'année 1970 voit le début de la construction du boulevard périphérique, de son échangeur vers la Défense et du Centre International de Paris (CIP) sous la direction de Guillaume Gillet, grand prix de Rome, architecte en chef des Bâtiments civils et palais nationaux, qui provoqua un réaménagement complet de la zone et l'extension de ce qui devint la porte Maillot actuelle.
La petite église Notre-Dame-de-Compassion, construite par Louis-Philippe en mémoire de la mort accidentelle de son fils, Ferdinand-Philippe d'Orléans, fut démontée puis reconstruite pierre par pierre, une centaine de mètres plus loin.
L’ensemble architectural de la porte Maillot à la porte des Ternes, parallèle au périphérique, comportait le palais des congrès avec juste à côté la tour de l’hôtel Concorde Lafayette (depuis renommé Hyatt Regency Paris Étoile), fut conçu dès l'origine comme un lieu de congrès et construit à partir de 1970. Cet édifice monumental, officiellement inauguré le 28 février 1974, comporte une vaste galerie marchande sur deux niveaux, ceignant quatre amphithéâtres de dimensions différentes (dont le plus grand comporte 3 723 places), ainsi que de nombreuses salles de conférences. Une extension a lieu entre 1997 et 1999. L'imposante façade en plan incliné qui date de cette réhabilitation est l'œuvre de l'architecte Christian de Portzamparc.
La tour de l'hôtel Concorde La Fayette comporte 33 étages pour 137 m de hauteur, 950 chambres, un espace modulable pouvant accueillir jusqu'à 4 000 personnes. Le grand hôtel Méridien voisin date lui aussi de la même période.

### Réaménagement des années 2010-2020
Un projet de requalification urbaine est engagé par la ville de Paris (en lien avec d'autres comme le projet de la ville de Neuilly-sur-Seine concernant l'avenue Charles-de-Gaulle). Il est notamment prévu d'aménager la place pour supprimer le rond-point central et de le remplacer par un terre-plein central, afin de faciliter les circulations douces. Ce projet vise aussi à permettre d'agrandir le square Alexandre-et-René-Parodi au sud et le parvis du palais des congrès au nord. D'importants changements sont également prévus en matière de transports en commun, avec le prolongement à la porte Maillot de la ligne E du RER et de la ligne T3b du tramway, et le projet Mille arbres (lauréat du concours « Réinventer Paris ») conçu par l'architecte Sou Fujimoto et le promoteur OGIC, qui prévoit une reconfiguration de la gare routière Pershing.
La première phase des travaux prend fin en 2024. Une deuxième phase est prévue d'ici 2026. La place est désormais davantage végétalisée et laisse plus d'espaces pour les piétons et les cyclistes.

## Sites particuliers et lieux de mémoire

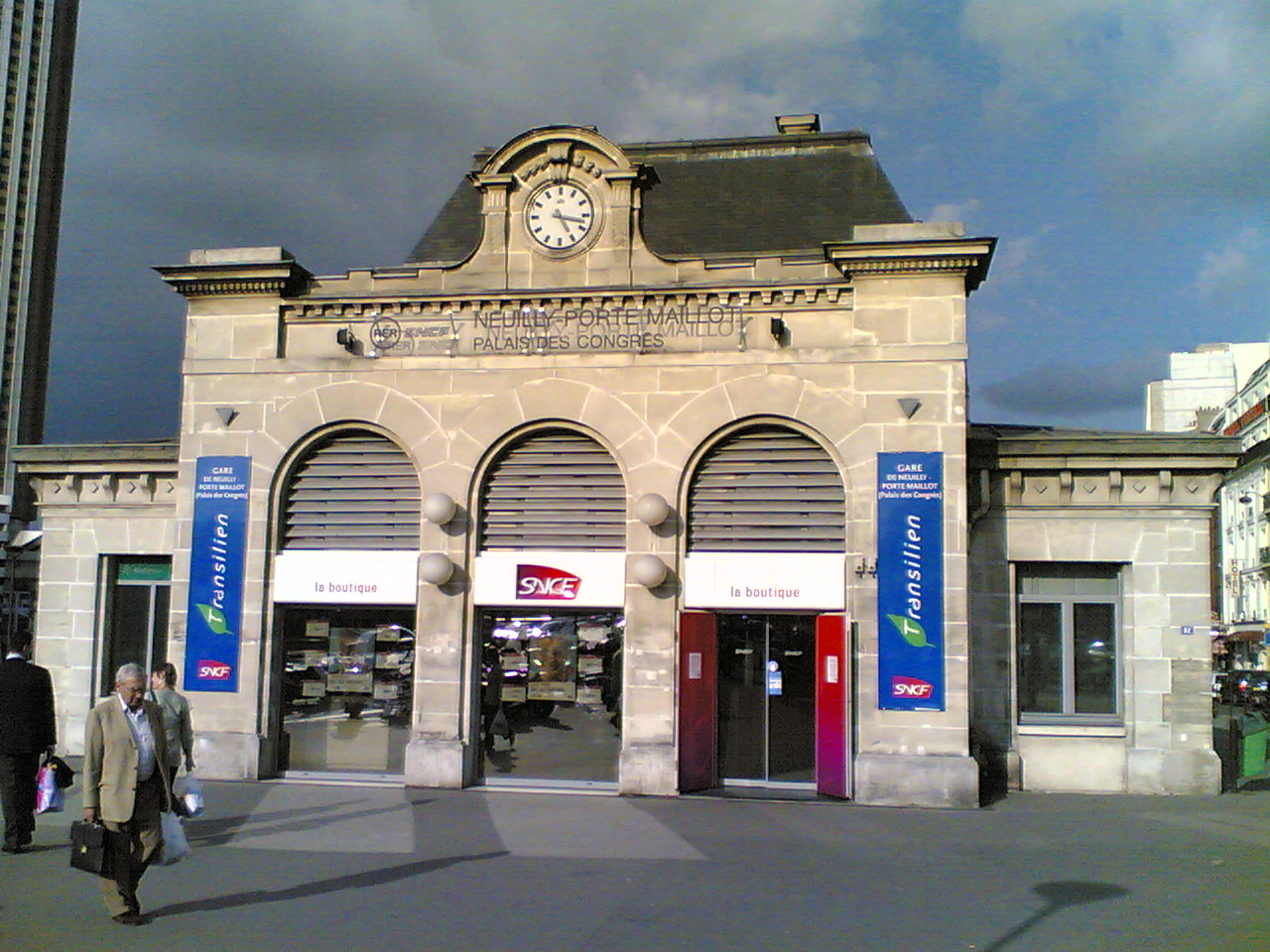
Bâtiment de la gare RER C de Neuilly - Porte Maillot à Paris, France.

### La gare de Neuilly - Porte Maillot
La gare de Neuilly - Porte Maillot est attenante à la porte Maillot actuelle juste à côté de palais des congrès entre le boulevard Gouvion-Saint-Cyr et le boulevard Pereire. Elle fut ouverte le 2 mai 1854 comme l'une des stations de la ligne d'Auteuil. Cette ligne fut fermée le 6 janvier 1985 pour permettre sa transformation partielle et constituer une des branches du RER C. Elle a rouvert dans ce nouveau contexte le 25 septembre 1988, avec une correspondance vers la ligne 1 du métro.

### Restaurants Benoît et Gillet
On trouvait à la porte Maillot, au début du XIXe siècle, deux restaurants réputés, celui de Benoît et celui de Gillet. Ce dernier remplaçait, depuis 1815, le restaurant que Beauvilliers y avait ouvert en 1789. Sa vogue ne cessa de croître tout le XIXe siècle. Auber, les deux Dumas furent de ses familiers. Le général Ducrot y installa son quartier général après la bataille de Buzenval. La démolition des fortifications l'a emporté.

### Le Luna Park
Conçu sur le modèle new-yorkais du parc de Coney Island, le Luna Park était une fête foraine permanente qui attira des foules considérables et qui a animé les loisirs de plusieurs générations de Parisiens pendant un demi-siècle. C'était la plus grande fête foraine de Paris.
Fermé définitivement en 1948, le Luna Park se situait exactement à l'endroit où fut construit le palais des congrès.

### Le ratodrome
Tout près du Luna Park on trouvait l'enseigne du ratodrome, dont beaucoup pensent que l'établissement organisait des courses de rats ou de corridas animées par des rats. En fait, le fondateur du ratodrome avait créé le métier de dresseur de chiens pour « chasse sous terre ». Les propriétaires de chiens spécialisés dans la chasse en terrier confiaient leurs bêtes à M. Gustave, le patron, qui les entraînait, selon le cas, à tuer des rats ou à attraper du blaireau ou du renard ; un ratier accompli devait être capable de tuer ses cinq rats en douze ou treize secondes.